# Limnosceloides
Limnosceloides é um gênero duvidoso de tetrápode do Permiano dos Estados Unidos.

## Descoberta e história
O holótipo da espécie-tipo de Limnosceloides, L. dunkardensis, que está sob o catálogo USNM 12166, foi encontrado por Boyd C. Baker 8 quilômetros a sudoeste de Cottageville, Condado de Jackson, Virgínia Ocidental, em sedimentos do Grupo Dunkard, que data do início do Permiano. USNM 12166 se consiste em um fragmento de dente oval, uma vértebra dorsal anterior, cinco vértebras lombares, uma vértebra sacral, cinco vértebras caudais anteriores e cinco distais, um arco hemal, costelas, púbis, região acetabular, fêmur direito e esquerdo, tíbia direita, metatarsos e falanges. L. dunkardensis foi descrito em 1952 por Alfred Romer, que o classificou como um cotilossauro captorhinomorfo, mais especificamente como um limnoscelídeo, embora agora saibamos que eles são diadectomorfos. Apesar da relativa abundância de material, Limnosceloides foi erguido apenas com base na morfologia do seu fêmur direito, o único elemento suficientemente completo para uma descrição detalhada.
O holótipo da outra espécie de Limnosceloides, Limnosceloides brachycoles, cujo catálogo é UCMP 35767, foi escavado na Formação Cutler, Novo México, Estados Unidos. Os sedimentos da Formação Cutler também datam do início do Permiano. UCMP 35767 se consiste em um fêmur direito completo e bem preservado. Além dele, outros espécimes também foram referidos a L. brachycoles: UCMP 40238 (uma vértebra dorsal completa); UCMP 40237 (vértebras dorsais parciais); UCMP 40232 (primeira vértebra sacral e sua costela); UCMP 40235 (fíbula parcial); UCMP 40236 (uma ulna); e UCMP 40234 (porção proximal de uma tíbia). L. brachycoles foi descrito e erguido em 1966 por Wann Langston com base em três características morfológicas do holótipo. Langston apoiou a classificação de Romer sobre os limnoscelídeos serem cotilossauros captorhinomorfos.
Em sua revisão de Limnoscelidae, Natalia Wideman sugeriu que Limnosceloides dunkardensis é um tetrápode incertae sedis e nomen dubium, enquanto que Limnosceloides brachycoles é um diadectomorfo incertae sedis e nomen dubium.